# 현해탄의 무지개
현해탄의 무지개(玄海灘に立つ虹)는 대한민국의 국제방송인 KBS 월드라디오 일본어 방송의 프로그램이다. 청취자가 방송국에 전해온 편지를 소개 한후 2명의 방송 담당자가 대화를 진행하는 것이 이 프로그램의 주 내용이다. 편성표에서는 이 프로그램이 25분간 진행된다고 되어 있지만 긴급 뉴스, 특별 프로그램의 방송으로 단축되는 경우도 많다.

## 역사
- 1965년 9월 2일 첫 방송
- 1982년 10월 11일 5000회 기념 방송
- 2000년 3월 3일 10000회 기념 생방송
- 2004년 1월 14일 11000회 기념 방송

## 같이 보기
- KBS 월드
- KBS 월드라디오
- KBS 아메리카
- 한국방송공사
- KBS 한민족방송
- 아리랑국제방송
- 아리랑 라디오